# Jan Jakub Kolski
Jan Jakub Kolski (* 29. ledna 1956 Vratislav) je polský filmový režisér, scenárista, producent a kameraman, věnuje se také divadelní a literární tvorbě.

## Život
Pochází z umělecké rodiny, jeho praděd Mani Hendlisz provozoval v Lodži kino Théâtre Optique Parisien. Děda pracoval v pobočkách společností Fox, MGM i Universal i v polské výrobně filmů Muza-film, jeho otec Roman Kolski byl filmový střihač. Vyrůstal ve vesnici Popielawy (Lodžské vojvodství), kde se odehrává většina jeho filmů. Vliv na něho měl režisér Witold Leszczyński, malíř Jacek Malczewski a literatura magického realismu. Vystudoval filmovou školu v Lodži, pracoval ve vratislavské televizi.

## Tvorba
Natočil desítky krátkometrážních filmů, v nichž se inspiroval svojí zálibou v cestování, přírodě a horolezectví, jeho hraným debutem byl v roce 1991 Pohřeb bramboru. Jeho filmy jsou lyrickými až absurdními portréty outsiderů, vyznačujícími se originální výtvarnou stylizací. V roce 1999 obdržel jeho snímek Dějiny filmu v Popielawách Polskou filmovou cenu. Zfilmoval paměti Hanny Krallové (Daleko od okna) a román Witolda Gombrowicze Pornografie. Film Benátky je adaptací prózy Włodzimierze Odojewského, jejíž dětský hrdina utíká před událostmi druhé světové války do světa fantazie (jednu z hlavních rolí hrála česká herečka Dana Batulková). Válečná traumata zpracovává také v dalších filmech, jako je Zabít bobra (2012), Milost (2018) nebo poslední celovečerní snímek Blázni (2023).
Spolupracoval také s hudebníkem Grzegorzem Ciechowskim.
Byl zvolen členem Evropské filmové akademie, v roce 2011 mu byl udělen Řád znovuzrozeného Polska.

## Filmografie
- 1991 – Pohřeb bramboru (Pogrzeb kartofla)
- 1992 – Pohrobek (Pograbek)
- 1993 – Janek Vodnář (Jańcio Wodnik)
- 1993 – Magneto
- 1994 – Zvláštní místo (Cudowne miejsce)
- 1995 – Ten, co hraje z talíře (Grający z talerza)
- 1996 – Šavle od velitele (Szabla od komendanta)
- 1998 – Dějiny filmu v Popielawách (Historia kina w Popielawach)
- 2000 – Daleko od okna
- 2003 – Pornografie (Pornografia)
- 2006 – Jasminum
- 2009 – Afonia i pszczoły
- 2005 – Solidarita, solidarita
- 2010 – Benátky (Wenecja)
- 2012 – Zabít bobra (Zabić bobra)
- 2014 – Serce, serduszko
- 2016 – Las, 4 rano
- 2018 – Milost (Ułaskawienie)
- 2021 – Republika dzieci
- 2023 – Blázni (Wariaci)